# Gulli (Fernsehsender)
Gulli ist ein französischer Fernsehsender, dessen Programm sich hauptsächlich an Kinder richtet.

## Programm

### Zeichentrickfilme/Anime
- Air Académy
- Allô la Terre, ici les Martin
- Bêtes à craquer
- Donkey Kong Country
- Doug
- Il était une fois... les Explorateurs
- La Dernière Réserve
- Famille Pirate
- Les Baskerville
- L'Histoire sans fin
- Li'l Elvis Jones et les Truckstoppers
- Mot
- Oggy und die Kakerlaken
- Patrouille 03
- Pokemon
- Sacrés Dragons
- Sky Dancers
- Ralf le rat Record
- Robinson Sucröe
- Wheel Squad
- Yu-Gi-Oh! GX

### Magazine
- A.D.O.S.: tägliches 26-minütiges Magazin von Anne Gintzburger, das einen Einblick in die Berufswelt verschaffen soll.
- Gulli Mag: Kulturmagazin für Kinder
- Trop fort l'animal: Tiersendung
- Sudoku: Sendung, die das Spiel Sudoku thematisiert

### Serien
- Totalement jumelles
- Sabrina – Total Verhext!
- Sauvés par le gong
- Classe croisière
- Gilmore Girls
- Grand Galop

## Empfang in anderen Ländern
Gulli ist in Deutschland in den Grenzregionen zu Frankreich über DVB-T zu empfangen.
Das Programm 'Gulli' kann ebenso wie die anderen ca. 18 Programme (TF1, France 2, France 3, France 4, France 5, Arte, M6, TMC, TF1 Séries Film, NRJ 12, Europe2 TV, Gulli TV, LCP, BFM TV, Direct 8, W9, France Ô, ITV, Canal+ periode en clair) des TNT (Television numerique terrestre - terrestrisches digitales Fernsehen entsprechend DVB-T in Deutschland) zusätzlich digital über den ASTRA per TNT SAT und seit Juni 2009 über Atlantic Bird 3 per FRANSAT empfangen werden. Der Empfang ist kostenlos, allerdings benötigt man sowohl für TNTSAT als auch für FRANSAT je einen speziellen Receiver mit einer Viaccess-Karte. Receiver und Karte (4 Jahre gültig) kosten in Frankreich ca. 100,00 € bis 140,00 € (Stand Juni 2009), sind aber auch z. B. über den Internethandel erhältlich.
Der Kanal Gulli Girl wird auch in Russland ausgestrahlt.